# Găng tay y tế

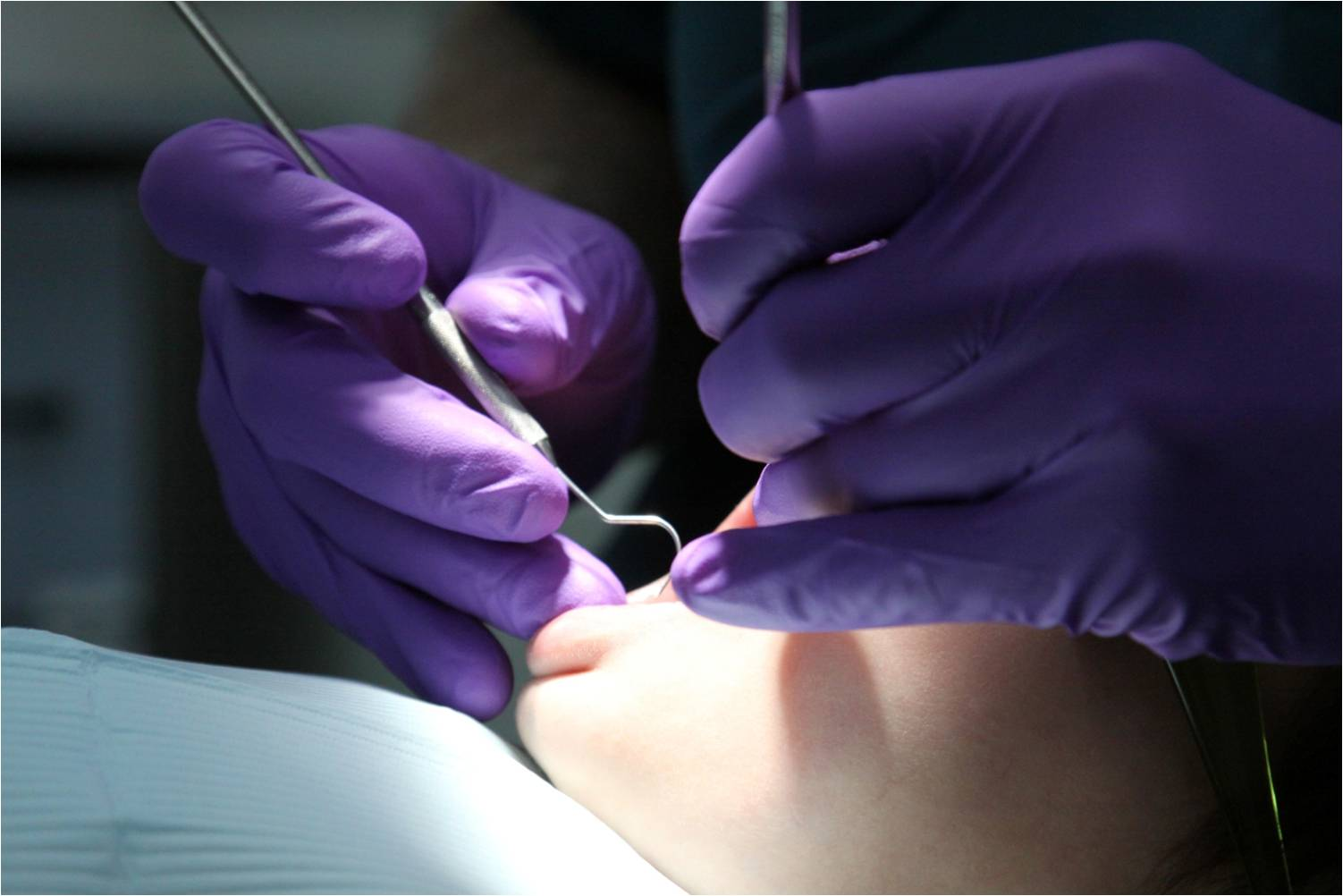
Nha sĩ đeo găng tay nitrile.

Găng tay y tế là găng tay được dùng một lần sử dụng trong khám bệnh, thủ tục để giúp ngăn ngừa lây nhiễm chéo giữa người chăm sóc và bệnh nhân. Găng tay y tế được làm từ các loại polymer khác nhau bao gồm latex, cao su nitrile, polyvinyl chloride và neoprene; chúng không được trộn bột, hoặc trộn với bột ngô để bôi trơn găng tay, giúp chúng dễ dàng hơn khi đeo vào tay.
Bột ngô thay thế bột Lycopodium và bột Talc gây kích ứng mô, nhưng ngay cả bột ngô cũng có thể cản trở sự chữa lành nếu nó xâm nhập vào các mô (như trong khi phẫu thuật). Như vậy, găng tay không hóa chất được sử dụng thường xuyên hơn trong quá trình phẫu thuật và các thủ tục nhạy cảm khác. Các quy trình sản xuất đặc biệt được sử dụng để bù đắp cho việc thiếu bột.
Có hai loại găng tay y tế chính: khám bệnh và phẫu thuật. Găng tay phẫu thuật có kích thước chính xác hơn với độ chính xác và độ nhạy tốt hơn và được chế tạo theo tiêu chuẩn cao hơn. Găng tay kiểm tra có sẵn là vô trùng hoặc không vô trùng, trong khi găng tay phẫu thuật thường là vô trùng.

## Lịch sử
Caroline Hampton trở thành y tá trưởng của phòng phẫu thuật khi Bệnh viện Johns Hopkins mở cửa vào năm 1889. Khi "(i) n mùa đông năm 1889 hoặc 1890", cô đã phát triển phản ứng da với chloride thủy ngân được sử dụng để vô trùng, William Halsted, sắp trở thành chồng cô, yêu cầu Công ty Cao su Goodyear sản xuất găng tay cao su mỏng cho cô để bảo vệ. Năm 1894 Halsted thực hiện việc sử dụng găng tay y tế tiệt trùng tại Johns Hopkins.
 Găng tay y tế dùng một lần đầu tiên được sản xuất vào năm 1964 bởi Ansell. Họ dựa trên việc sản xuất các kỹ thuật để làm bao cao su. Những găng tay này có một loạt các ứng dụng lâm sàng khác nhau, từ việc xử lý phân người đến các ứng dụng nha khoa.
Tội phạm cũng đã được biết là đeo găng tay y tế trong khi thực hiện tội ác. Những găng tay này thường được chọn vì độ mỏng và vừa vặn của chúng cho phép khéo léo. Tuy nhiên do độ mỏng của những chiếc găng tay này, dấu vân tay thực sự có thể xuyên qua vật liệu dưới dạng bản in găng tay, do đó chuyển vân tay của người đeo lên bề mặt chạm vào hoặc xử lý.
Những người tham gia vụ trộm Watergate đã đeo găng tay phẫu thuật cao su trong nỗ lực che giấu dấu vân tay của họ.

## Kích cỡ
Nói chung, găng tay kiểm tra có kích thước XS, S, M và L. Một số thương hiệu có thể cung cấp kích thước XL. Găng tay phẫu thuật thường có kích thước chính xác hơn vì chúng được đeo trong một khoảng thời gian dài hơn nhiều và đòi hỏi sự khéo léo đặc biệt. Kích cỡ của găng tay phẫu thuật dựa trên chiều dài đo được trên lòng bàn tay tính bằng inch, ở mức hơi cao hơn ngón tay cái. Kích thước điển hình nằm trong khoảng từ 5,5 đến 9.0 với mức tăng 0,5. Một số thương hiệu cũng có thể cung cấp kích thước 5.0, đặc biệt phù hợp với các học viên nữ. Người dùng lần đầu sử dụng găng tay phẫu thuật có thể mất một thời gian để tìm đúng kích cỡ và nhãn hiệu phù hợp với hình dạng bàn tay của họ nhất . Những người có lòng bàn tay dày hơn có thể cần một kích thước lớn hơn so với phép đo và ngược lại.
Nghiên cứu trên một nhóm các bác sĩ phẫu thuật người Mỹ cho thấy kích cỡ găng tay phẫu thuật phổ biến nhất đối với nam giới là 7,0, tiếp theo là 6,5; và đối với phụ nữ 6.0 sau đó là 5.5 . 